# Ipoclorito di sodio
L'ipoclorito di sodio è il sale di sodio dell'acido ipocloroso. La sua formula chimica è NaClO.
In soluzione acquosa in concentrazione variabile dall'1% al 25% circa, di colore giallo-paglierino e dal caratteristico odore penetrante, è noto nell'uso comune come sbiancante, solvente e disinfettante, contenuto in vari prodotti commerciali.

## Caratteristiche
Puro, l'ipoclorito di sodio è un sale pentaidrato (NaClO·5 H2O) che fonde a circa 18 °C ed è molto instabile. Sia per sfregamento sia per riscaldamento a temperature superiori a 35 °C può decomporsi in maniera anche violenta. Proprio per questo non viene mai commercializzato e impiegato puro. Viene invece usato in soluzione acquosa, a concentrazione generalmente inferiore al 25%.
Chimicamente è ottenuto da un forte alcale, l'idrossido di sodio (soda caustica) quasi neutralizzato da un acido debole, che impartisce alla soluzione un pH > 7 (soluzione alcalina); una soluzione di 160 g di ipoclorito di sodio in un litro d'acqua ha un pH di circa 12. Industrialmente viene ottenuto per gorgogliamento del cloro gassoso nell'idrossido di sodio, secondo la reazione
{\displaystyle {\ce {Cl2 + 2 NaOH -> NaClO + NaCl + H2O}}}
Essendo una base, viene talvolta confuso con la stessa liscivia, nome comune dell'idrossido di sodio (soda caustica), molto più corrosiva.

## Utilizzi principali
- Per la sua azione ossidante, oltre che come sbiancante e disinfettante ad uso generico, l'ipoclorito di sodio è usato come uno sporicida, un fungicida e un virucida.
- Viene anche utilizzato, titolato in cloro attivo al 5% e spesso riscaldato, come principale irrigante endocanalare in endodonzia (branca dell'odontoiatria).
- Una soluzione di ipoclorito di sodio, a varie titolazioni, è usata per la disinfezione di dispositivi ed apparecchi medici.[2]

In chimica organica trova applicazioni come agente ossidante, ad esempio nell'epossidazione di Jacobsen.

## Precauzioni di impiego
Le soluzioni chimiche contenenti ipoclorito di sodio sono irritanti e caustiche; è bene pertanto maneggiarle usando un paio di guanti di gomma ed evitando il contatto con gli occhi. Non devono inoltre essere mescolate né all'acido cloridrico (acido muriatico per gli usi domestici) con cui sviluppano cloro, tossico, né all'ammoniaca con cui sviluppano clorammine, irritanti, né all'etanolo, con cui sviluppano cloroformio o altri alogenuri alchilici. Le soluzioni di ipoclorito di sodio sono sensibili alla luce e al calore e hanno una durata limitata. Devono quindi essere conservate al riparo dalla luce e dalle fonti di calore. Se acquistate in supermercato sono da preferire i prodotti confezionati in bottiglie non trasparenti (per proteggere il prodotto dalla luce).

## Denominazioni comuni
- candeggina, dal verbo candeggiare, che significa rendere candido, bianco, usata per disinfettare sanitari e pavimenti, smacchiare, sbiancare o decolorare tessuti e capi di abbigliamento non colorati.[3]
- varichina, varechina, varachina o varecchina, dal francese varech[4], alga da cui si ricavava la soda.
- amuchina (nome commerciale di Angelini) in soluzione più diluita, viene usata come disinfettante alimentare; fu inventata da Oronzio De Nora, un ingegnere elettrotecnico originario di Altamura[5]; la parola deriva dal greco antico: ἀμυχή?, amychḗ ("graffio").
- ace (nome commerciale della FATER)
- nettorina o nitorina, usato soprattutto nel nord-Italia, specialmente in Romagna, il cui significato è rendere splendente, cioè nitido, limpido, pulito, bianco.
- acquetta o acquina, usato soprattutto in Toscana[6].
- neveina o niveina, usato al centro e sud Italia, e che significa, appunto, rendere bianco come la neve.
- conegrina, di etimologia incerta probabilmente da cloroina diffusa in Valle d'Aosta, Piemonte e aree limitrofe di Nizza, Lombardia e Liguria attestato anche in Sicilia forse a seguito dei flussi migratori di ritorno da Torino negli anni '80.
- bucatina, da bucato, derivato dall'antico germanico Bukon, lavare con la liscivia;
- acqua di Labarraque, dal chimico francese che la studiò, Antoine Germain Labarraque (1777-1850).
- acqua di Javel (dal francese eau de Javel).